# Серединка (Винницкая область)
Середи́нка (укр. Серединка, пол. Seredynka) — село Бершадского района Винницкой области Украины.
Код КОАТУУ — 0520484603. Население по переписи 2001 года составляет 948 человек. Почтовый индекс — 24440. Телефонный код — 4352.
Занимает площадь 25,85 км².

## Адрес местного совета
24440, Винницкая область, Бершадский р-н, с. Серединка, ул. Маковейчука, 8; тел. 4-55-36.